# Johnny Winter
Johnny Winter, geboren als John Dawson Winter III (Beaumont (Texas), 23 februari 1944 – Zürich (Zwitserland), 16 juli 2014), was een Amerikaans bluesgitarist, zanger en muziekproducent. Zijn jongere broer Edgar Winter is ook muzikant. Zij speelden onder meer samen op het Woodstock-festival in 1969.

## Biografie
Johnny Winter was de oudste zoon van John Dawson Winter, Jr. en Edwina Winter, die veel hebben bijgedragen aan de muzikale interesse van hem en zijn broer Edgar. Zijn vader kwam uit Leland (Mississippi), een stadje waarvan hij in 1936 burgemeester werd, en hij speelde saxofoon en gitaar. Het gezin woonde eerst in Leland, maar zijn moeder kwam uit Beaumont in Texas en ging daarheen om van Johnny te bevallen. Later verhuisde het gezin definitief naar Beaumont, waar Johnny een groot deel van zijn jeugd doorbracht. Hij begon op vijfjarige leeftijd met muziek maken op de klarinet. Later koos hij de ukelele en op aandringen van zijn vader koos hij voor de gitaar als instrument. Op elfjarige leeftijd begon hij een duo samen met zijn broer Edgar.
Vanaf 1959 speelde hij in verschillende onbekende bandjes totdat hij in 1968 zijn grote doorbraak maakte. In dat jaar werd hij door het blad Rolling Stone samen met Janis Joplin uitgeroepen tot een van de grote beloften in de rockmuziek. Johnny viel, behalve door zijn virtuoze gitaarspel, op door het feit dat hij, net als broer Edgar, een albino is. Winter maakte sinds eind jaren zestig verscheidene succesvolle albums en raakte toen verslaafd aan heroïne. Zijn muziek neigde steeds meer naar hardrock totdat hij in 1977 begon samen te werken met Muddy Waters. In de jaren tachtig maakte Winter een aantal albums met bluesrock in een geheel eigen stijl, waaronder Guitar Slinger en Third Degree. Vanaf de jaren negentig ging Johnny Winter fysiek sterk achteruit. Volgens sommigen was die achteruitgang te wijten aan zijn vroegere levensstijl, drank en drugs. Volgens anderen was het feit dat hij een albino is de oorzaak. Hij bleef echter optreden en bracht ook nog steeds regelmatig cd's uit. Hij overleed op zeventigjarige leeftijd, vier dagen na een optreden op het Lovely Days Festival in Wiesen.

## Discografie

### Studio- en livealbums
- The Progressive Blues Experiment (1968)
- Johnny Winter (1969)
- The Johnny Winter Story (1969)
- Second Winter (1970)
- Johnny Winter And (1970)
- Live Johnny Winter And (1971)
- About Blues (1971)
- Early Times (1971)
- Still Alive and Well (1973)
- Saints and Sinners (1974)
- John Dawson Winter III (1974)
- Dervish Blues (1975)
- Captured Live (1976)
- Johnny and Edgar Winter Together (1976) met Edgar Winter
- Nothin' but the Blues (1977)

- Hard Again (1977) met Muddy Waters
- I'm Ready (1978) met Muddy Waters
- White Hot & Blue (1978)
- Muddy "Mississippi" Waters Live (1979) met Muddy Waters
- King Bee (1979) met Muddy Waters
- Raisin' Cain (1980)
- Johnny Winter Story (1980)
- Guitar Slinger (1984)
- Serious Business (1985)
- Third Degree (1986)
- The Winter Of '88 (1988)
- Let Me In (1991)
- Hey, Where's Your Brother? (1992)
- Scorchin' Blues (1993)
- White Lightning: Live at the Dallas International Motor Speedway (1994)
- Live In NYC '97 (1998)
- I'm A Bluesman (2004)

### Compilaties
- The Johnny Winter Story (1969)
- About Blues (1970)
- Early Times (1970)
- Before The Storm (1970)
- A Rock n' Roll Collection (1994)
- White Hot Blues (1997)
- The Best of Johnny Winter (Sony) (2002)

### Bootlegs
- Austin, TX / The Progressive Blues Experiment (1974)
- Whole Lotta Love (1978)
- Ready For Winter (1981)
- Still Blues After All These Years / Live In Chicago (1990)
- A Lone Star Kind Of Day (1991)
- Jack Daniels Kind Of Day (1992)
- White Lightning (1996)
- Back In Beaumont (2000)

## Verder lezen
- Mary Lou Sullivan (2010), Raisin' Cain: The Wild and Raucous Story of Johnny Winter, Backbeat Books, ISBN 9780879309732.